# Koksopodit

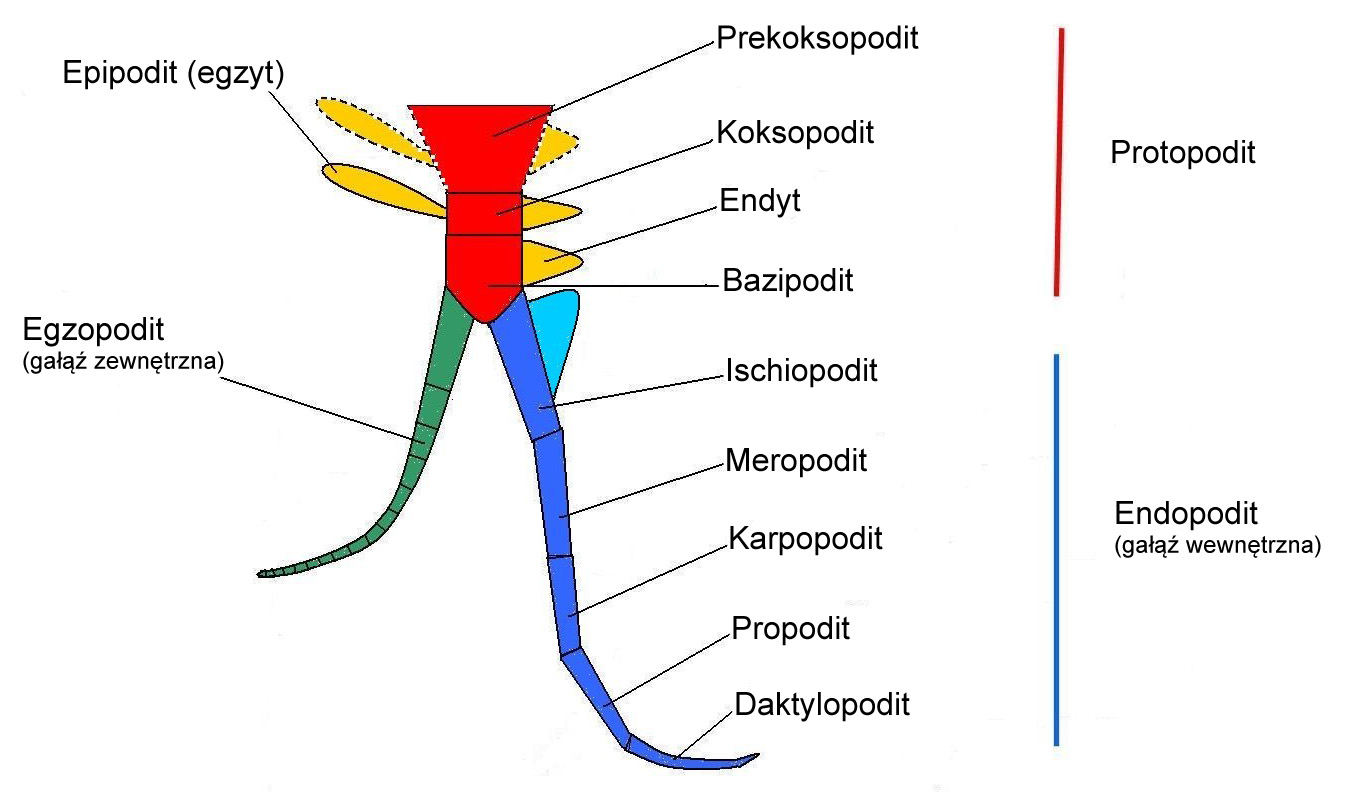
Odnóże dwugałęziste skorupiaka

Koksopodit (łac. coxa) – część odnóży stawonogów.
Koksopodit stanowi bazalny (podstawowy) segment odnóża. Wyewoluował w wyniku wtórnego podziału protopoditu. Rzadko bywa poprzedzony prekoksopoditem.
Koksopodit jako podstawa odnóża (ang. limb base) osadzony jest w błoniastej ścianie pleuralnej. Może tracić swoją mobilność i przyjmować postać płata lub płytki. W tym przypadku jego mięśnie ulegają redukcji, a rolę napędową dla telopoditu przejmują mięśnie krętarza. W wielu innych przypadkach, gdy jest nieruchomy lub bardzo słabo ruchomy, może być wtórnie podzielony na przedbiodrze (subcoxa) i biodro (coxa). Przedbiodrza są często włączane do ściany ciała i wchodzą w skład sklerytów pleuronu. W takim przypadku biodra stają się faktyczna podstawą odnóża.
Zewnętrznym płatem, czyli egzytem, koksopoditu jest epipodit, który u wielu trylobitokształtnych i skorupiaków tworzy skrzela. U pajęczaków koksopodit nigdy nie jest podzielony na przedbiodrze i biodro.